# Болгария на летних Олимпийских играх 1956
Болгария принимала участие в Летних Олимпийских играх 1956 года в Мельбурне (Австралия) в шестой раз за свою историю, и завоевала одну золотую, одну бронзовую и три серебряные медали. Сборная страны состояла из 43 спортсменов (40 мужчин, 3 женщины), которые выступили в соревнованиях по 6 видам спорта (баскетбол, бокс, футбол, гимнастика, тяжёлая атлетика и борьба).
Борец вольного стиля Никола Станчев стал первым олимпийским чемпионом в истории Болгарии.

## Медалисты
| Медаль  | Спортсмен | Вид спорта | Дисциплина                              |
| ------- | --- | ---------- | --------------------------------------- |
| Золото  | Никола Станчев | Борьба     | Мужчины, вольная борьба, до 79 кг       |
| Серебро | Димитр Добрев | Борьба     | Мужчины, греко-римская борьба, до 79 кг |
| Серебро | Петко Сираков | Борьба     | Мужчины, греко-римская борьба, до 87 кг |
| Серебро | Юсеин Мехмедов | Борьба     | Мужчины, вольная борьба, свыше 87 кг    |
| Бронза  | Стефан Божков Тодор Диев Георгий Димитров Милчо Горанов Иван Колев Никола Ковачев Манол Манолов Димитр Миланов Георгий Найденов Панайот Панайотов Кирил Ракаров Гаврил Стоянов Крум Янев Йордан Йосифов Илия Кирчев | Футбол     | Мужчины                                 |